# 船佐駅
船佐駅（ふなさえき）は、広島県安芸高田市高宮町船木下場にあった、西日本旅客鉄道（JR西日本）三江線の駅（廃駅）である。三江線の廃止に伴い、2018年（平成30年）4月1日に廃駅となった。

## 歴史
- 1955年（昭和30年）3月31日：三江南線（当時）が三次駅 - 式敷駅間で開業した際に設置[1]。旅客のみを取り扱う駅員無配置駅[2]。
- 1975年（昭和50年）8月31日：当駅を含む江津駅 - 三次駅間が全通したため三江南線が三江線の一部となり、当駅もその所属となる。
- 1987年（昭和62年）4月1日：国鉄分割民営化により、西日本旅客鉄道の駅となる[1]。
- 2018年（平成30年）4月1日：三江線の全線廃止に伴い、廃駅となる。

## 駅構造

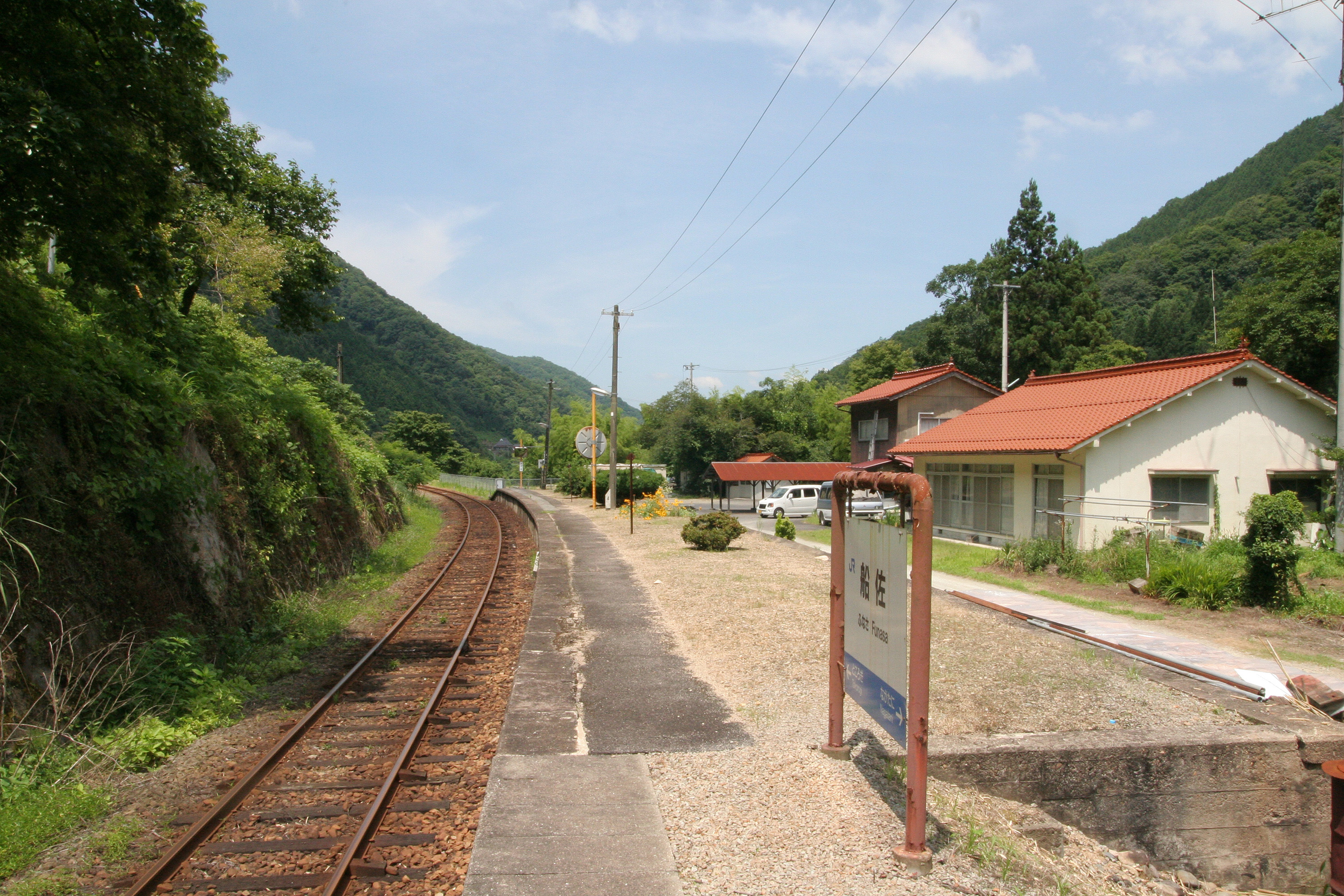
構内（2008年7月）

三次方面に向かって左側に、単式ホーム1面1線を持つ地上駅（停留所）であった。ホームは島式ホーム1面2線に対応した形態になっていたが、当駅は開業以来単式ホーム1面1線と思われ、もう1線分の路盤は駅前広場の一部に転用されていた。
浜田鉄道部が管理する無人駅であった。駅舎は、駅前広場の端にぽつんとあり、ホームとは直接繋がっていなかった。なお、ホームへは浜原寄りの出入口から入ることができた。自動券売機等の設備はなかった。
2021年（令和3年）3月末日時点では、旧駅舎やホーム、当駅附近の線路などが廃駅当時のまま維持されている。なお、ホーム上の駅名板は取り外されている。また、旧駅舎内には出入り可能となっており、「駅ノート」が保管されている。

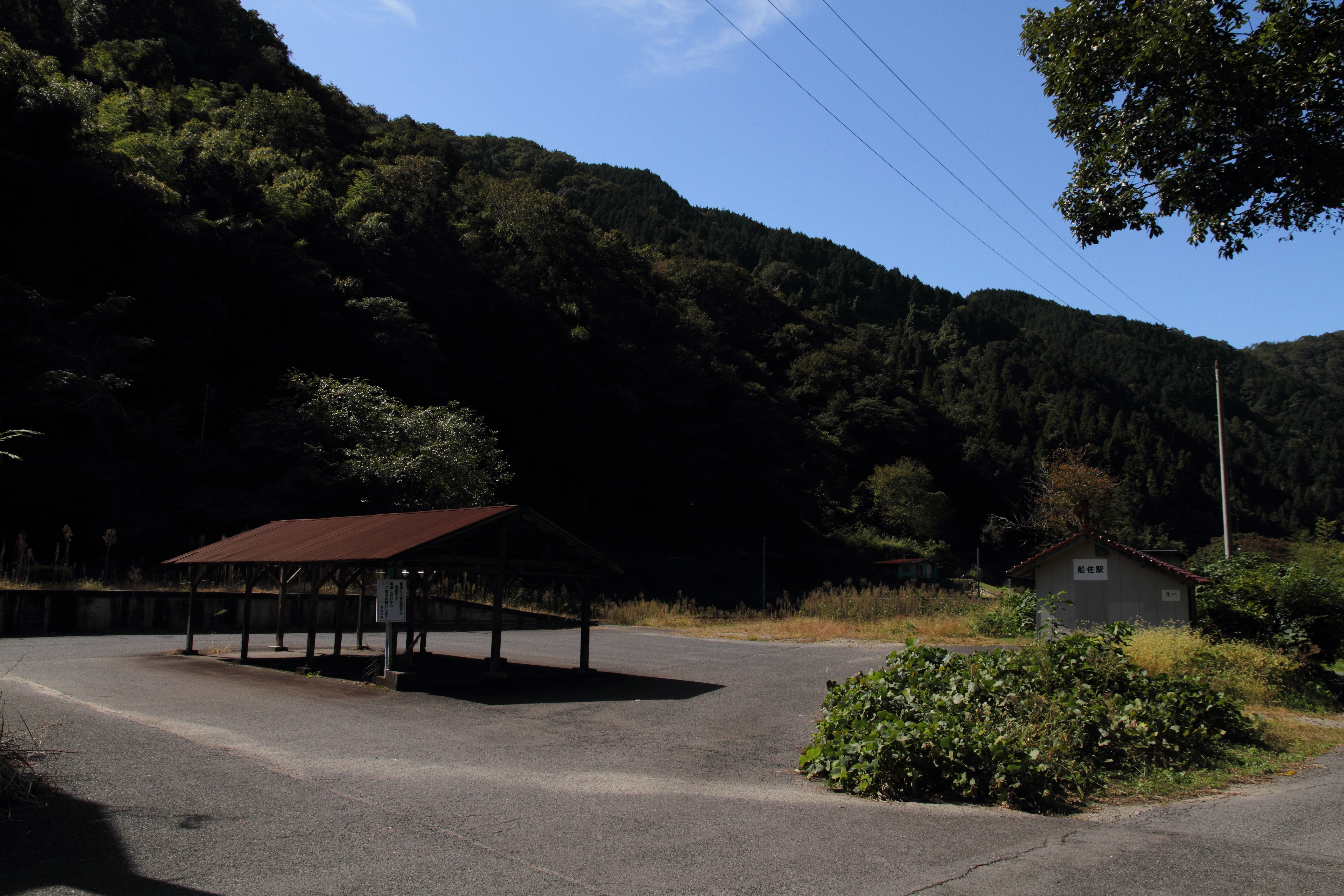
廃線後の駅全体（2019年10月）

## 利用状況
1日平均の乗車人員は以下の通り。
| 年度               | 1日平均 乗車人員 | 出典        |
| ------------------ | ---------------- | ----------- |
| 2002年（平成14年） | 12               | [ 3 ]       |
| 2003年（平成15年） |                  |             |
| 2004年（平成16年） |                  |             |
| 2005年（平成17年） | 0                | [ 4 ]       |
| 2006年（平成18年） | 8                | [ 4 ]       |
| 2007年（平成19年） | 2                | [ 4 ]       |
| 2008年（平成20年） |                  |             |
| 2009年（平成21年） |                  |             |
| 2010年（平成22年） | 4                | [ 5 ]       |
| 2011年（平成23年） | 5                | [ 5 ] [ 6 ] |
| 2012年（平成24年） | 4                | [ 5 ] [ 6 ] |
| 2013年（平成25年） | 5                | [ 5 ] [ 6 ] |
| 2014年（平成26年） | 4                | [ 5 ] [ 6 ] |
| 2015年（平成27年） | 2                | [ 5 ] [ 7 ] |
| 2016年（平成28年） | 3                | [ 6 ]       |
| 2017年（平成29年） | 1                | [ 6 ]       |

## 駅周辺
- 国道375号
- 広島県道112号三次江津線
- 江の川

## バス路線

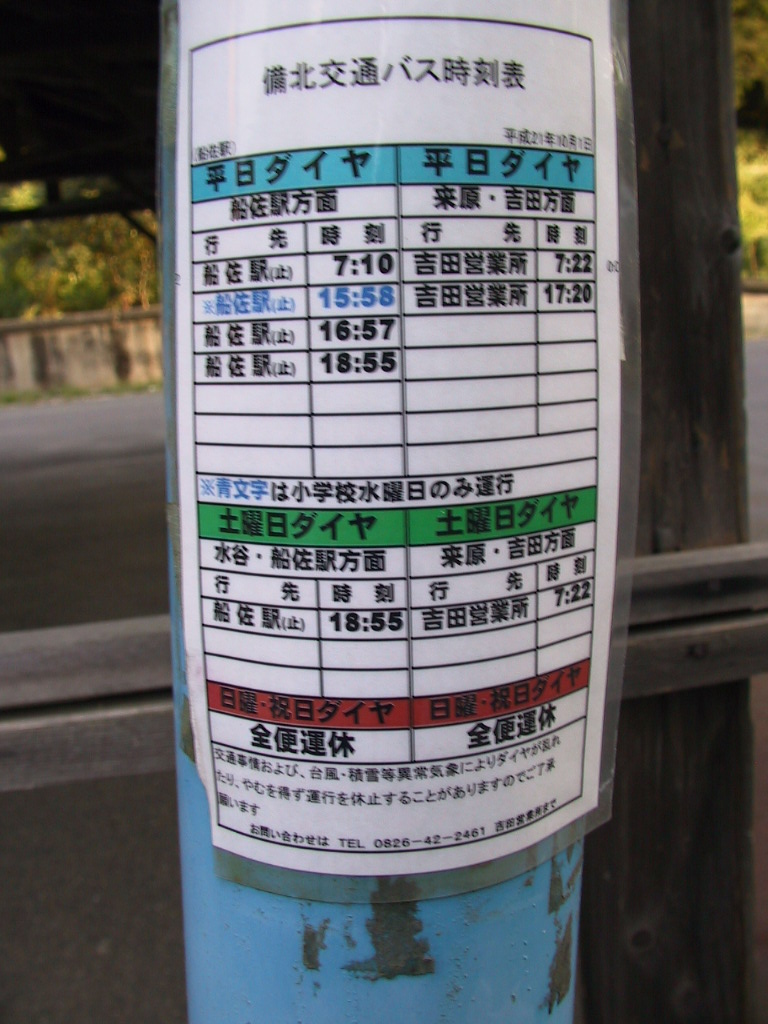
備北交通船佐駅バス停（2010年8月）

安芸高田市コミュニティバス「お太助バス」の下記の路線が「船佐駅」に停車する。
- 式敷三次線[9]
- 船佐駅線（火曜・金曜のみ運行。高宮支所方面）
- 船佐線（日曜運休。吉田出張所方面）

## その他
- 三江線活性化協議会により、石見神楽の演目名にちなんだ「悪狐伝」の愛称が付けられていた。神楽の中で登場する殺生石が、駅のある安芸高田市へと飛来したと伝えられていることに由来する[10]。

## 隣の駅
西日本旅客鉄道（JR西日本）
 三江線
所木駅 - 船佐駅 - 長谷駅（一部通過） - 粟屋駅